# لهستانی‌های لتونی
لهستانی‌های لتونی که شامل ۵۱٬۵۴۸ نفر (با توجه به آمار ۲۰۱۱ کشور لتونی) ۲٫۳٪ جمعیت لتونی را شامل می‌شوند. بخش بزرگی از لهستانی‌های ساکن لتونی (۱۸٬۰۰۰ نفر) در دوگاپیلس و ریگا (۱۷٬۰۰۰ نفر) ساکن می‌باشند. قومیت لهستانی‌ها از قرن ۱۶ میلادی در لتونی امروزی زندگی می‌کنند.

## سازمان‌های لهستانی در لتونی
بزرگترین سازمان لهستانی‌ها در لتونی، انجمن لهستانی‌های لتونی می‌باشد.

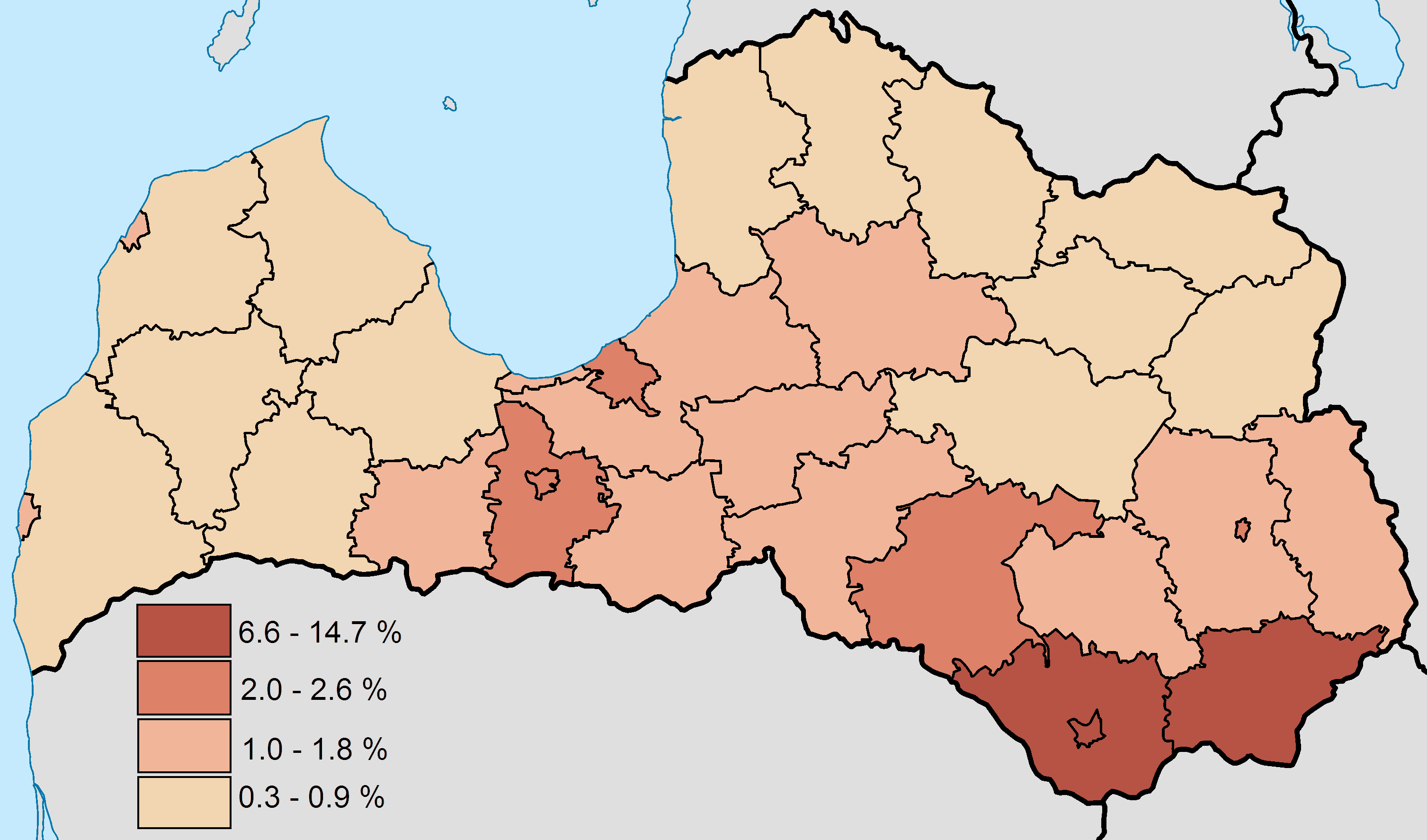
درصد پراکندگی لهستانی‌ها در لاتویا طبق آمارهای ۲۰۰۸

| جمعیت لهستانی‌های لتونی در سالهای مختلف | جمعیت لهستانی‌های لتونی در سالهای مختلف | جمعیت لهستانی‌های لتونی در سالهای مختلف | جمعیت لهستانی‌های لتونی در سالهای مختلف | جمعیت لهستانی‌های لتونی در سالهای مختلف | جمعیت لهستانی‌های لتونی در سالهای مختلف | جمعیت لهستانی‌های لتونی در سالهای مختلف | جمعیت لهستانی‌های لتونی در سالهای مختلف | جمعیت لهستانی‌های لتونی در سالهای مختلف | جمعیت لهستانی‌های لتونی در سالهای مختلف | جمعیت لهستانی‌های لتونی در سالهای مختلف | جمعیت لهستانی‌های لتونی در سالهای مختلف | جمعیت لهستانی‌های لتونی در سالهای مختلف | جمعیت لهستانی‌های لتونی در سالهای مختلف |
| Census year                            | ۱۸۹۷                                   | ۱۹۲۰                                   | ۱۹۳۰                                   | ۱۹۳۵                                   | ۱۹۵۹                                   | ۱۹۷۰                                   | ۱۹۷۹                                   | ۱۹۸۹                                   | ۱۹۹۶ est.                              | ۲۰۰۰                                   | ۲۰۰۵ est.                              | ۲۰۰۸ est.                              | ۲۰۱۱ est.                              |
| -------------------------------------- | -------------------------------------- | -------------------------------------- | -------------------------------------- | -------------------------------------- | -------------------------------------- | -------------------------------------- | -------------------------------------- | -------------------------------------- | -------------------------------------- | -------------------------------------- | -------------------------------------- | -------------------------------------- | -------------------------------------- |
| جمعیت                                  | ۶۵٬۰۵۶                                 | ۵۲٬۲۴۴                                 | ۵۹٬۴۰۰                                 | ۴۸٬۶۳۷                                 | ۵۹٬۸۰۰                                 | ۶۳٬۰۰۰                                 | ۶۲٬۷۰۰                                 | ۶۰٬۴۱۶                                 | ۶۳٬۴۰۰                                 | ۵۹٬۵۰۵                                 | ۵۶٬۵۱۱                                 | ۵۴٬۰۲۴                                 | ۵۱٬۵۴۸                                 |
| درصد جمعیت در کشور                     | ۳٫۴٪                                   | ۳٫۳٪                                   | ۳٫۱٪                                   | ۲٫۶٪                                   | ۲٫۹٪                                   | ۲٫۷٪                                   | ۲٫۵٪                                   | ۲٫۳٪                                   | ۲٫۶٪                                   | ۲٫۵٪                                   | ۲٫۵٪                                   | ۲٫۴٪                                   | ۲٫۳٪                                   |